# Colutea atlantica
Colutea atlantica är en ärtväxtart som beskrevs av Kasimierz Browicz. Colutea atlantica ingår i släktet blåsärter, och familjen ärtväxter. Inga underarter finns listade i Catalogue of Life.
Blommorna är gula.